# Moḩammad Deh
Moḩammad Deh (persiska: محمد ده) är en ort i Iran.   Den ligger i provinsen Qazvin, i den nordvästra delen av landet, 210 km väster om huvudstaden Teheran. Moḩammad Deh ligger 1 277 meter över havet och antalet invånare är 313.
Terrängen runt Moḩammad Deh är kuperad söderut, men norrut är den bergig. Runt Moḩammad Deh är det ganska glesbefolkat, med 29 invånare per kvadratkilometer. Närmaste större samhälle är Nīārak, 13,1 km öster om Moḩammad Deh. Trakten runt Moḩammad Deh består i huvudsak av gräsmarker.